# M49短機関銃
M49とは、ユーゴスラビア社会主義連邦共和国で開発された短機関銃である。7.62x25mmトカレフ弾を使用し、ユーゴスラビア人民軍に配備された。外見はソ連邦製のPPSh-41短機関銃に類似しており、弾倉にも互換性があるものの、設計は完全に異なる。構造を比較した場合、筒状一体型の機関部や緩衝器などの構造はむしろイタリア製のベレッタM1938短機関銃と類似している。銃身を覆う放熱筒は機関部および制退器とは別部品である。制退器から機関部にかけてのスチール部品は切削加工で製造されている。
セレクティブ・ファイア機能も搭載しており、PPSh-41と同様に引き金の前隣にあるレバーを操作してセミ/フル射撃の切り替えを行う。安全装置は押しボタン式で、トリガーガードの手前にある。後に採用されるM56短機関銃と異なり、M49は当時の主力小銃の1つM48小銃に類似した木製銃床を備えていた。機関部後端のキャップを外すことにより、すべての部品を分解することができる。
派生型として、細部を改良したM49/57がある。原型のM49はボルトや反動機構が一体化した設計だったが、構造が複雑で生産性も良くなかったことから、構造を単純化している。